# Murder on My Mind
Murder on My Mind è il singolo principale del rapper americano YNW Melly per il suo mixtape di debutto I Am You. Il brano è stato originariamente caricato su SoundCloud il 4 marzo 2017 e successivamente pubblicato come singolo il 1º giugno 2018. "Murder on My Mind" è considerato il successo di YNW Melly, e ha guadagnato ancora più attenzione dopo che il rapper è stato accusato di duplice omicidio il 13 febbraio 2019.

## Antefatti
La canzone non è stata scritta come una confessione del suo presunto duplice omicidio, in quanto la canzone è stata rilasciata nel marzo 2017, mentre gli omicidi si sono verificati nell'ottobre 2018.

## Video musicale
Il video musicale è stato pubblicato su YouTube il 3 agosto 2018. Il video è stato diretto da Gabriel Hart.